# روزي دوغلاس
روزي دوغلاس هو سياسي دومينيكاوي، ولد في 15 أكتوبر 1941 في Portsmouth, Dominica ‏ في دومينيكا، وتوفي بنفس المكان في 1 أكتوبر 2000. نشط حزبياً في حزب العمال الدومينيكي ‏. وقد انتخب رئيس وزراء دومينيكا ‏ (3 فبراير 2000 – 1 أكتوبر 2000).